# Endocytoza

Schemat endocytozy z podziałem na jej rodzaje

Endocytoza (gr. éndon ‘wewnątrz’, kýtos ‘komórka’) – proces pochłaniania przez komórkę ze środowiska zewnętrznego różnych związków chemicznych, a także wirusów, bakterii oraz innych komórek (lub ich fragmentów), zachodzący poprzez wpuklenie błony komórkowej i utworzenie endosomu (wakuoli endocytarnej). Powstały ubytek błony komórkowej rekompensowany jest natomiast dobudowywaniem jej fragmentów w procesie egzocytozy.
W zależności od mechanizmu wchłaniania oraz rodzaju transportowanego materiału, wyróżnia się dwa różne procesy (ilustracja obok):
- fagocytoza – pochłaniane są całe komórki (lub ich fragmenty) albo duże związki nieorganiczne,
- pinocytoza – pochłaniany jest płyn pozakomórkowy wraz z rozpuszczonymi w nim substancjami.

Jeżeli materiał wprowadzony do komórki w procesie endocytozy nie jest przez nią wykorzystywany, tylko przenoszony w inne miejsce przestrzeni pozakomórkowej, proces ten nazywany jest natomiast transcytozą.